# Abraham Baldwin
Abraham Baldwin foi político norte-americano, um dos Pais Fundadores dos Estados Unidos, signatário da sua Constituição. Baldwin nasceu em Guilford, Connecticut, e era o segundo filho de um ferreiro que teve no total 12 filhos de duas mulheres. Baldwin foi o representante do estado da Geórgia no Congresso Continental e serviu também na Câmara dos Representantes como no Senado dos Estados Unidos, quando entrou em vigor a Constituição dos Estados Unidos. Baldwin foi um grande precursor da educação como forma de desenvolvimento dos primeiros estados fronteiriços da União Norte-Americana.
Foi capelão no Exército Continental, e depois tornou-se o primeiro presidente da Universidade da Geórgia, cargo que ocupou de 1785 a 1801.
Baldwin morreu de uma doença súbita em 4 de março de 1807. Como na altura servia no Senado dos Estados Unidos, foi enterrado no Rock Creek Cemetery em Washington, DC.